# Danevirke

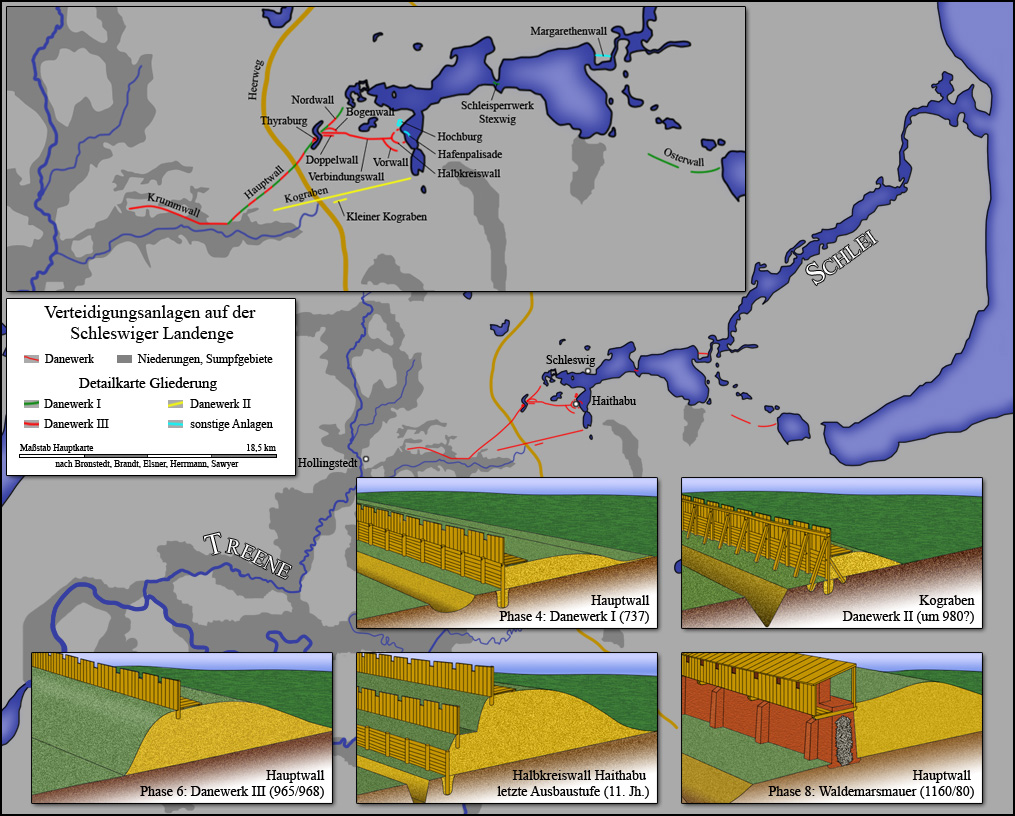
Poszczególne fazy budowy Danevirke

Danevirke – wczesnośredniowieczny system fortyfikacji położony na Jutlandii. Składał się z długiego wału ziemnego wzmocnionego palisadą oraz kilku wałów pomocniczych zbudowanych w różnych okresach. Rozciągał się na długości około 30 km, od okolic Hedeby na wschodzie do rozległych mokradeł na zachodzie półwyspu Jutlandzkiego i miał za zadanie chronić południową granicę Danii. W późniejszych wiekach, zwłaszcza w epoce wikingów, był wielokrotnie rozbudowywany.

## Historia
Nie jest do końca jasne, kiedy rozpoczęły się pierwsze prace nad wałem, ale z badań dendrochronologicznych wynika, że najstarszą znaną część wzniesiono w 737 roku. Mierzyła ona około 7 km i zbudowana była głównie z ziemi i drewna. Przypuszcza się, że pierwsze umocnienia wzniósł duński władca Ongendus, w celu ochrony swych terytoriów przed Sasami lub Słowianami. Inna wersja mówi, że stanowiły odpowiedź duńskiego władcy na działania Karola Młota, który prowadził wówczas kampanię przeciwko Sasom. Gdy kilkadziesiąt lat później Karol Wielki ostatecznie podbił Saksonię, a Frankowie i Duńczycy stali się sąsiadami, zaczęło dochodzić między nimi do napięć i konfrontacji. Frankońskie roczniki państwowe wspominają, że w 808 roku król duński, Godfred postanowił wznieść wał graniczny rozciągający się od Morza Bałtyckiego do Morza Północnego. Fortyfikacja miała ponadto zawierać tylko jedną bramę nieopodal Hedeby. Władca chciał w ten sposób zabezpieczyć swoje królestwo i oddzielić je od imperium Franków. Przypuszcza się jednak, że Duńczycy, którzy od dawna prowadzili spory z Saksończykami, zaczęli wznosić pierwsze umocnienia już w VI wieku lub wcześniej, na co wskazują badania archeologiczne.
Około 968 roku wzniesiono trzecią linię wałów, która mierzyła 14 km długości, 12–13 m szerokości i 3 m wysokości. Zbudowana była z ziemi, której front wzmocniony był wrzosową darnią i prawdopodobnie szańcem z belek. Swoim zasięgiem obejmowała także starsze części umocnień. W 974 roku fortyfikacja została zdobyta przez Święte Cesarstwo Rzymskie, a w 983 roku ponownie odbita przez Duńczyków. W XI wieku, gdy wzrosło zagrożenie ze strony Słowian, wał ponownie rozbudowano i wzmocniono palisadą. W XII wieku król Waldemar Wielki rozkazał dodatkowo pokryć jego front cegłą. Choć przez długi czas stanowił on skuteczną ochronę południowej granicy półwyspu Jutlandzkiego, to kilka razy doszło też do jego zdobycia.
Podczas wojny duńskiej w 1864 roku, fortyfikacja została częściowo zrewitalizowana, rozbudowana i wzmocniona artylerią. Spodziewano się bowiem, że dojdzie tam do bitwy, ale poza kilkoma potyczkami niedaleko umocnień nic się nie wydarzyło. Wynikało to z tego, że głównodowodzący duńską armią generał de Meza wycofał wszystkie swoje siły do Dybbol, z obawy przed oflankowaniem. W ten sposób niezatrzymywana przez Duńczyków armia austriacko-pruska zajęła Danevirke oraz terytoria leżące na południe od niej.
Po raz ostatni wał posłużył do celów militarnych podczas II wojny światowej, kiedy Niemcy, obawiając się lądowania aliantów w Danii, postanowili przerobić go na rów przeciwpancerny. Dzięki interwencji duńskiego archeologa Sørena Tellinga u Heinricha Himmlera prace wstrzymano, choć wał w ich wyniku częściowo ucierpiał. 

## Galeria

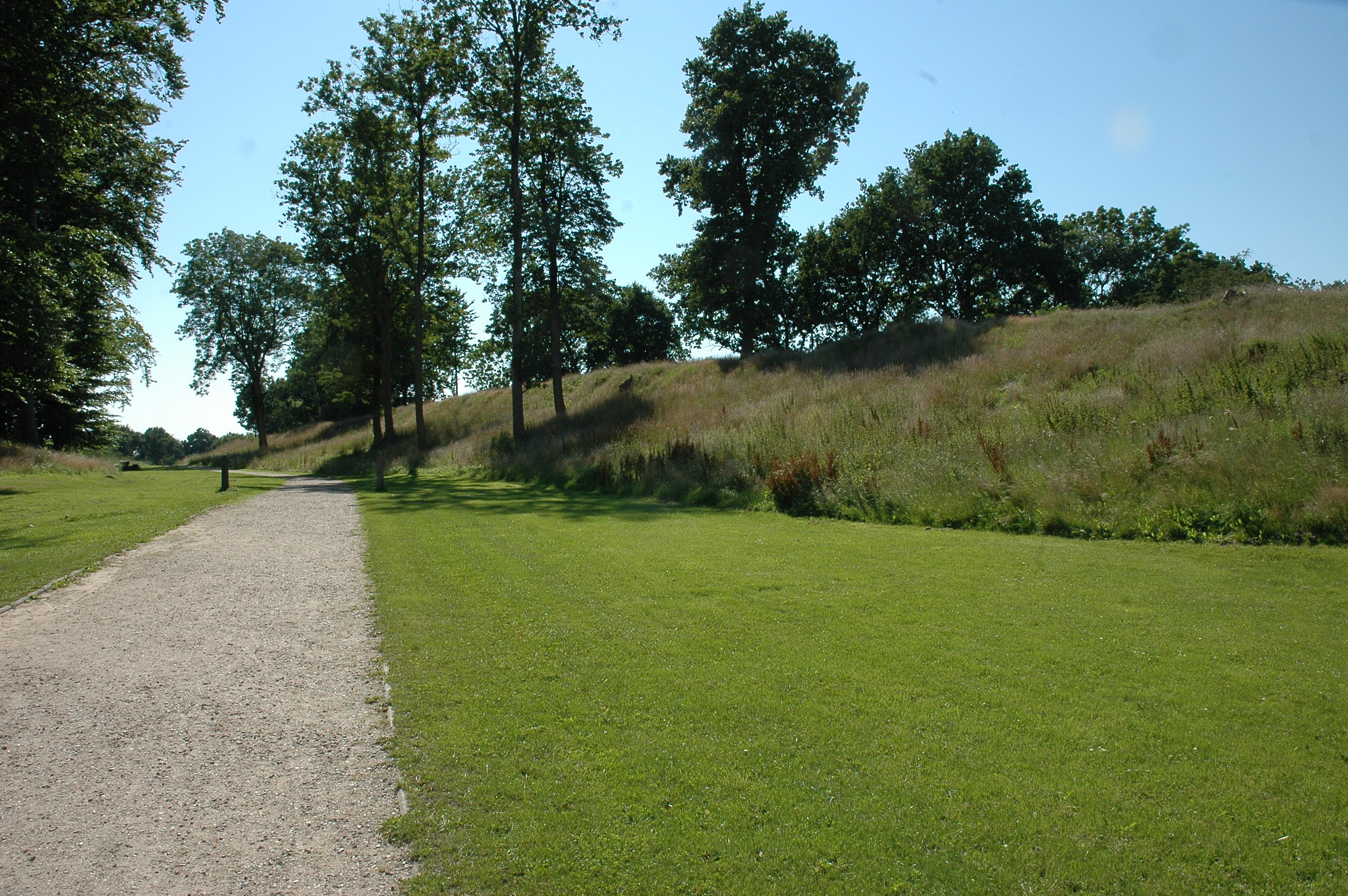
Wał główny
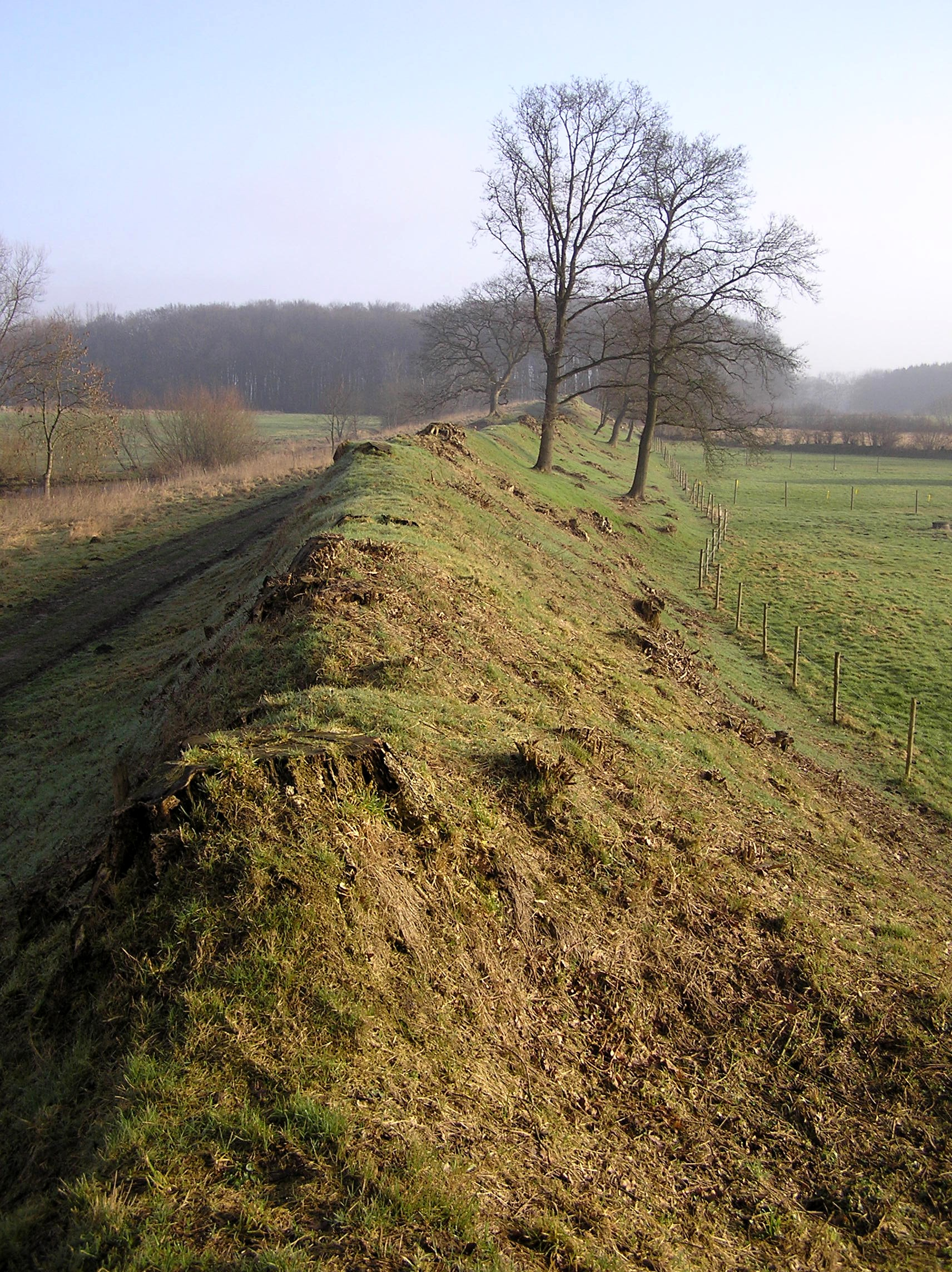
Wał w okolicy Dannewerk
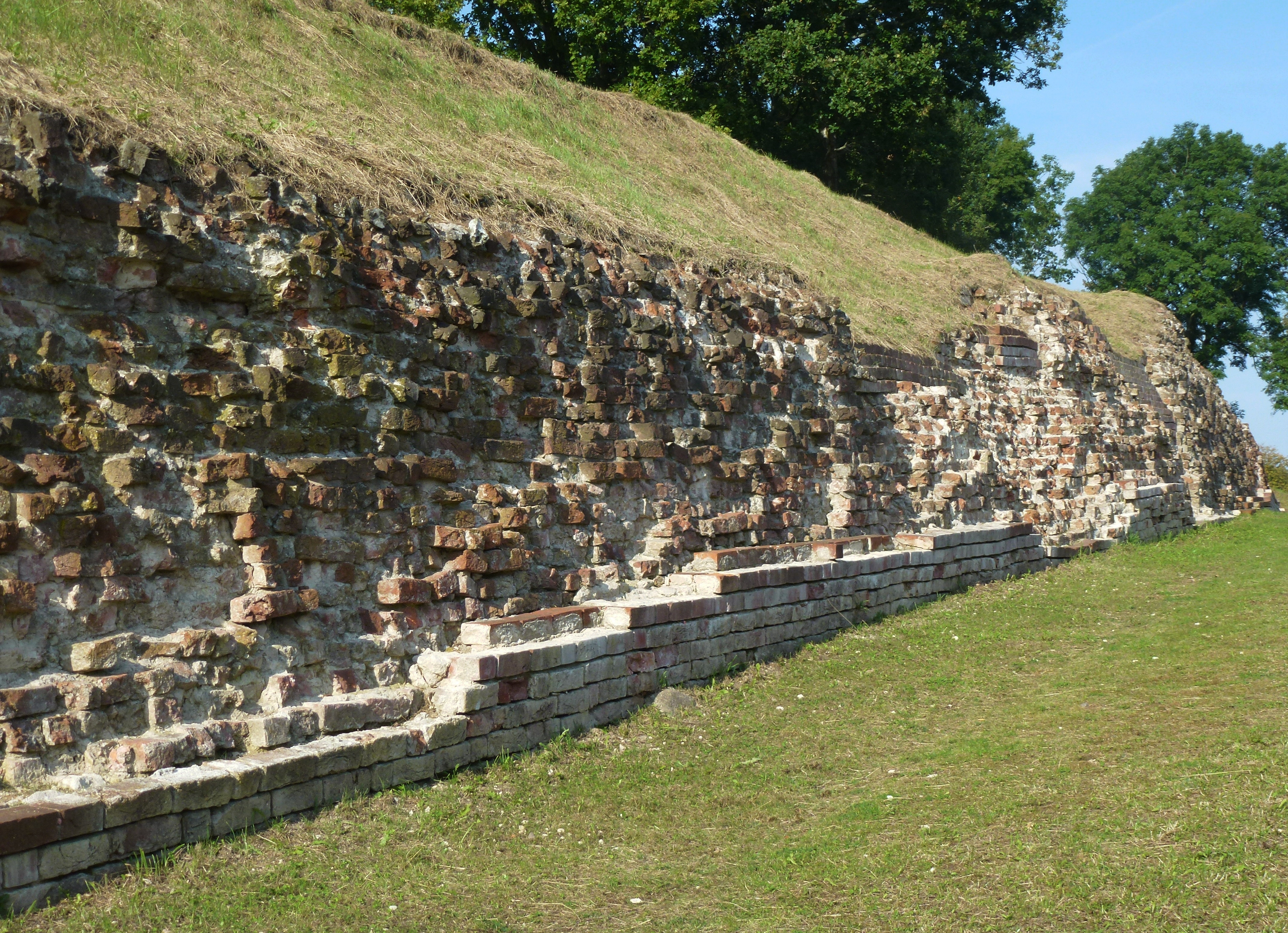
Fragment wału wzmocniony cegłą